# 사로트로케르쿠스

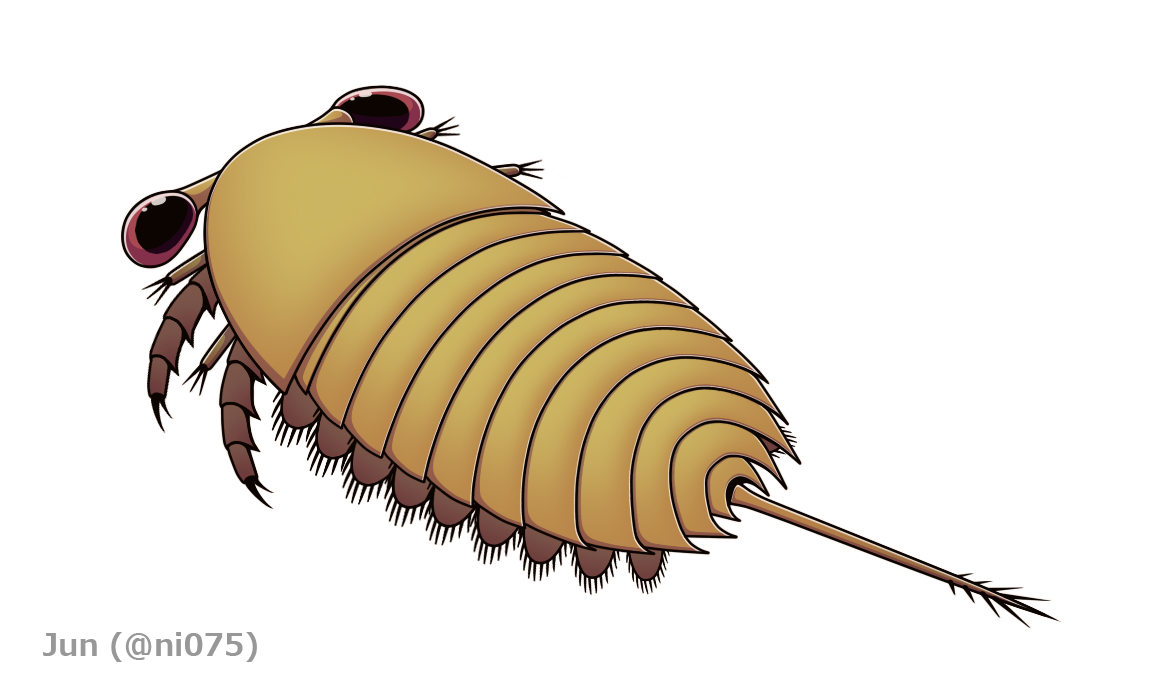
복원도

사로트로케르쿠스 (학명: Sarotrocercus oblitus 사로트로케르쿠스 오블리쿠스[*])는 버지스 셰일에서 발견된 작은 크기의 캄브리아기 절지동물로 몸 크기가 0.39–0.79 in에 달한다. 7점의 표본이 발견되었다.  절지동물 왕관군에 놓여 있으며 최근 연구에 따라 원래 기재논문의 일부 요점들을 개정하였다.

## 특징

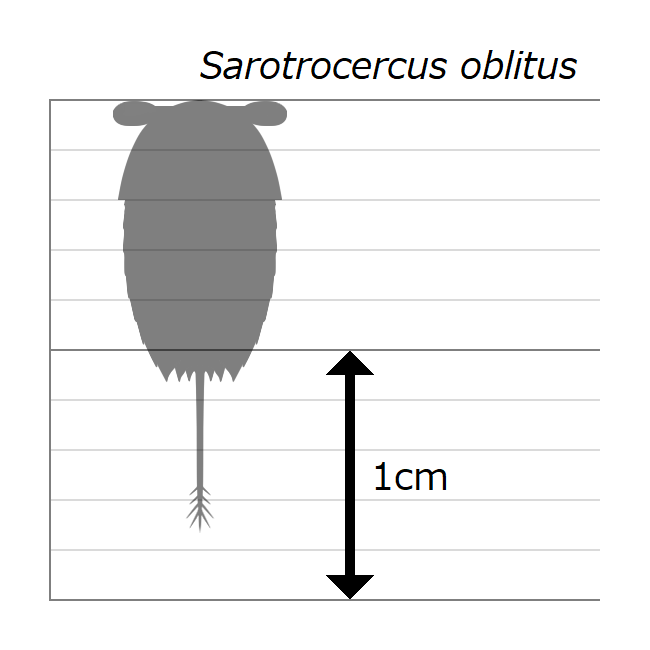
사로트로케르쿠스의 크기

사로트로케르쿠스는 머리방패 뒤로 10~11개의 몸마디와 끝에 여러 가시가 달린 것이 특징인 꼬리마디가 이어져 있다. 눈자루 끝에 달린 한 쌍의 큰 눈은 머리 앞에서 아래쪽으로 나와있다. 머리에는 안쪽에 가시가 줄 지어 있는 두 쌍의 튼튼한 다리가 달려 있다. 적어도 앞쪽에 있는 9개의 몸마디에는 다리가 각각 한 쌍씩 달리는데, 이는 가장자리를 센털로 두른 나뭇잎 모양의 겉다리이며, 안다리도 달려 있는지는 밝혀지지 않았다.

## 생태
원본 기재 논문에 따르면, 사로트로케르쿠스는 몸통 다리의 운동과 길다란 꼬리의 가시다발의 운동을 통해 움직여 자유롭게 배영하는 유영성 원양동물로 여겨진다. 버지스 셰일에는 수영하는 생물이 거의 없거나 발견되지 않기 때문에 이는 주로 표본의 희귀성에 근거한 것이다. 여러 생물들을 매장시킨 해저 산사태는 주로 저서생물과 유영생물을 질식시켰다. 그러나 Haug et al. 2011의 재기재 논문에 따르면 사로트로케르쿠스는 저서성이거나 적어도 해저 바닥에 가까이 붙어 헤엄쳤을 것이며 강건한 머리 부속지는 오히려 움켜쥐거나 긁어 모으는 기능이 있었을 것으로 보고 있다.